# CS/LR19型狙击步枪
CS/LR19型狙击步枪（前称：NSG-85）是一款由中国重庆市建设工业（集团）总公司所研制、現由山东中盾警用装备有限公司生产的半自動狙擊步槍（精確射手步槍），在2014年第七屆中國國際警用裝備博覽會首度展示，是85式狙擊步槍（SVD狙擊步槍的中國仿製型）的戰術改進型，類似於目前俄軍所裝備的SVDM，發射7.62×54毫米俄罗斯口徑（包括53式7.62毫米普通彈）步枪子彈。

## 概述
CS/LR19半自动狙击步枪可被视为一支SVD狙击步枪或85式狙击步枪的中式战术改进型。除了將枪托等木质零件实现塑料化以外，还换装了带有调节式单脚架、可调节式托腮板和大型簍空式姆指孔（兼备有后握凹槽）的新型枪托。更进一步的是，CS/LR19在顶部安装了从護木向后延伸并將原照門座都一併取代的MIL-STD-1913戰術導軌，取代原来機匣左侧的華沙條約導軌並用以安裝日間／夜間光学瞄准镜、紅點鏡／反射式瞄準鏡、全息瞄準鏡、棱鏡式瞄準鏡、夜視鏡和／或熱成像儀（可拆卸），以至使用流行的前後串連式安裝光學瞄準具和／或安裝備用可摺疊或傾斜式準星和照門（两者皆是華沙條約導軌所不能的事）；同时塑料制前護木两侧与底部也增装了共三條用于輔助的MIL-STD-1913戰術导轨，大幅度扩展了枪械容纳战术附件的能力。最后，枪口取消了对于狙擊步槍而言是多餘的准星和刺刀座。除了这些改进以外，整枪仍然保留了俄式德拉戈诺夫的格局。

## 各款德拉古諾夫步槍型號的特點比較
| 型號：            | SVD                                  | SVDS                                  | SVU                                      | 85式         | SVD-M        | CS/LR19      | 獵用步槍“Tigr-9”         | SVDK                          |
| 子彈：            | 7.62×54毫米R                         | 7.62×54毫米R                          | 7.62×54毫米R                             | 7.62×54毫米R | 7.62×54毫米R | 7.62×54毫米R | 9.3×64毫米7N33“布倫內克” | 9.3×64毫米7N33“布倫內克”      |
| 長度， 毫米：     | 1,220                                | 1,135（槍托折疊：875）                | 980                                      | 1,220        | 1,225        | 1,225        | 1,180                    | 1,250                         |
| 槍管長度， 毫米： | 620                                  | 565                                   | 520                                      | N/A          | 620          | 600          | 565                      | 620                           |
| 重量， 公斤：     | 4.5（裝上PSO-1光學瞄準鏡和拆卸彈匣） | 4.68（裝上PSO-1光學瞄準鏡和拆卸彈匣） | 5.6（裝上POSP 8×42光學瞄準鏡和拆卸彈匣） | 4.4          | 5.54         | 4.25         | 4                        | 6.5（拆卸光學瞄準鏡和兩腳架） |

## 資料來源
1. ↑  . Официальный сайт ОАО «伊茨瑪希工廠».   [2010-08-31]. （原始内容存档于2010-02-18） （俄语）.
2. ↑  . Официальный сайт ОАО «伊茨瑪希工廠».   [2010-08-31]. （原始内容存档于2010-02-18） （俄语）.
3. ↑   (PDF). Филиал ГУП КБП — «ЦКИБ СОО».   [2010-08-31] （俄语）.[永久]
4. ↑  . Оружейный журнал «Калашников».   [2010-08-31]. （原始内容存档于2010-08-02） （俄语）.
5. ↑  . weapon.at.ua.   [2010-08-31]. （原始内容存档于2010-08-23） （俄语）.
6. ↑  . weapon.at.ua.   [2010-08-31]. （原始内容存档于2010-05-03） （俄语）.
7. ↑  . weapon.at.ua.   [2010-08-31]. （原始内容存档于2011-02-03） （俄语）.

## 外部連結
- （英文）—The Firearm Blog.com—
  - Chinese NSG-85 Sniper Rifle（页面存档备份，存于）
  - Chinese Small Arms from the 7th Beijing Police Equipment Expo（页面存档备份，存于）
- （简体中文）—山东中盾警用装备有限公司—CS/LR19狙击步枪超俄国原版
- （简体中文）—腾讯网—组图：国内山寨版SVD狙击步枪要超越俄国原版（页面存档备份，存于）
- （简体中文）—国产魔改版85狙亮相：造型帅配件多使用重枪管
- （简体中文）—D Boy Gun World（槍炮世界）—79/85式狙击步枪（页面存档备份，存于）